# Кустова, Галина Ивановна
Гали́на Ивановна Кустова (род. 14 сентября 1960, Москва) — советский и российский лингвист, доктор филологических наук (2004), профессор МПГУ.

## Биография
Родилась 14 сентября 1960 года.
В 1983 году окончила филологический факультет МГУ им. М.В. Ломоносова по специальности «Русский язык и литература» и поступила в аспирантуру по кафедре общего языкознания.
В 1990 году защитила кандидатскую диссертацию по специальности «общее языкознание» на тему «Семантико-синтаксический анализ интенсиональных предикатов (на материале слов со значением несоответствия)».
В 2002 году защитила докторскую диссертацию по специальности «теория языка» на тему «Типы производных значений и механизмы семантической деривации», где показано единство механизмов образования производных значений слов для разных частей речи.
С 1987 года работает преподавателем на кафедре русского языка Московского педагогического государственного университета, с 2002 — в должности профессора. Среди курсов, которые она читает, особенно выделяются следующие: «Современный русский язык. Синтаксис»; «Введение в филологию»; «Актуальные проблемы русистики»; «Актуальные проблемы семантики»; «Когнитивная лингвистика».
С февраля 2013 года — ведущий научный сотрудник Института русского языка имени В. В. Виноградова. Руководитель центра грамматических исследований.
Г. И. Кустова — участница проектов «Лексическая база данных „Лексикограф-эксперт“» под руководством Е. В. Падучевой и «Национальный корпус русского языка» Российской академии наук. Член редколлегии журнала «Вопросы языкознания».

## Основные работы
- Кустова Г. И. Типы производных значений и механизмы языкового расширения. М: Языки славянской культуры. 2004. 472 с.
- Niektore problemy opisu predykatow mentalnych // Studia z semantyki porownawczej. Nazwy barw. Nazwy wymiarow. Predykaty mentalne. Warszawa, 2000 (коллективная монография).

Учебные пособия
- Кустова Г. И. Синтаксис современного русского языка. Курс лекций. М., «Флинта»: «Наука», 2013. 291 с. 2-е изд.- 2016, 3-е изд.- 2017.
- Кустова Г. И., Мишина К. И., Федосеев В. А. Синтаксис современного русского языка. М.: Академия, 2005.